# Авио-чвориште
Авио-чвориште или хаб (енгл. hub) јесте аеродром који авио-компаније користе као трансфер преко којег превозе путнике до њихових дестинација.
Неке авио-компаније користе само једно чвориште, док друге користе више њих. Чворишта се користе како за путничке, тако и за робне (карго) летове.
Свих 30 најпрометнијих аеродрома на свету служе као чвориште за макар једну авио-компанију.

## Значајне авио-компаније и њихова чворишта

### Африка
- Африка ервејз (8U) користи Аеродром Триполи (TIP).
- Верџин Нигерија (VK) користи Аеродром Лагос (LOS)
- ЕгипатЕр (MS) користи Аеродром Каиро (CAI).
- Ер Алжир (AH) користи Аеродром Алжир (ALG) и Аеродром Оран ес Сенија (ORN).
- Итиопијан ерлајнс (ET) користи Аеродром Боле (ADD).
- Кенија ервејз (KQ) користи Аеродром Џомо Кенјата (NBO).
- Ројал ер Марок (AT) користи Аеродром Казабланка (CMN).
- Саут Африкан ервејз (SA) користи Аеродром Јоханезбург (JNB) и Аеродром Кејптаун (CPT).

### Европа
- Адрија ервејз (JP) користи Аеродром Љубљана (LJU).
- Аерофлот (SU) користи Аеродром Шереметјево (SVO).
- Алиталија (AZ) користи Аеродром Леонардо да Винчи (FCO).
- БмиБејби (WW) користи Аеродром Бирмингем (BHX), Аеродром Кардиф (CWL) и Аеродром Ист Мидландс (EMA)
- Брисел ерлајнс (SN) користи Аеродром Брисел (BRU).
- Бритиш ервејз (BA) користи Аеродром Хитроу (LHR), Аеродром Гетвик (LGW).
- Верџин Атлантик (VS) користи Аеродром Хитроу (LHR) и Аеродром Гетвик (LGW).
- Евроманкс користи Аеродром Острово Ман (IOM).
- Ер Лингус (EI) користи Аеродром Даблин (DUB), Аеродром Корк (ORK) and Аеродром Белфаст (BFS).
- Ер Молдова (9U) користи Аеродром Кишињев (KIV)
- Ер Франс (AF) користи Аеродром Шарл де Гол (CDG).
- Ер Србија (JU) користи Аеродром Никола Тесла Београд (BEG).
- Иберија ерлајнс (IB) користи Аеродром Мадрид (MAD).
- Изиџет (U2) користи Аеродром Белфаст (BFS), Аеродром Берлин-Шенефелд (SXF), Аеродром Бристол (BRS), Аеродром Дортмунд (DTM), Аеродром Ист Мидландс (EMA), Аеродром Единбург (EDI), Евроаеродром Базел—Милуз—Фрајбург (BSL), Аеродром Женева (GVA), Аеродром Глазгов (GLA), Аеродром Ливерпул (LPL), Аеродром Лутон (LTN), Аеродром Гетвик (LGW), Аеродром Станстед (STN), Аеродром Мадрид (MAD), Аеродром Малпенса (MXP), Аеродром Њукасл (NCL) и Аеродром Орли (ORY) (стање од априла 2008).
- Исландер (FI) користи Аеродром Кефлавик (KEF).
- КЛМ (KL) користи Аеродром Схипхол (AMS).
- Кондор ерлајнс (DE) користи Аеродром Франкфурт (FRA).
- Кроација ерлајнс (OU) користи Аеродром Загреб (ZAG).
- ЛОТ Полиш ерлајнс (LO) користи Аеродром Варшава (WAW).
- Луксер (LG) користи Аеродром Луксембург (LUX).
- Луфтханза (LH) користи Аеродром Франкфурт (FRA) и Аеродром Минхен (MUC).
- Мартинер (MP) користи Аеродром Схипхол (AMS).
- Олимпик ерлајнс (OA) користи Аеродром Атина (ATH).
- Остријан ерлајнс (OS) користи Аеродром Беч (VIE).
- Сајпрус ервејз (OU) користи Аеродром Ларнака (LCA).
- Рајанер (FR) користи Аеродром Даблин (DUB), Аеродром Шенон (SNN), Аеродром Корк (ORK), Аеродром Станстед (STN), Аеродром Лутон (LTN), Аеродром Бристол (BRS), Аеродром Ист Мидландс (EMA), Аеродром Прествик (PIK), Аеродром Ливерпул (LPL), Аеродром Франкфурт-Хан (HHN), Аеродром Визе (NRN), Аеродром Бремен (BRE), Аеродром Јужни Чарлерои (CRL), Аеродром Орио ал Серио (BGY), Аеродром Пиза (PSA), Аеродром Рим Ћампино (CIA), Аеродром Марсељ (MRS), Аеродром Мадрид (MAD), Аеродром Гирона (GRO), Аеродром Валенција (VLC), Аеродром Аликанте (ALC), Аеродром Стокхолм Скавста (NYO), Аеродром Бирмингем (BHX), Аеродром Бурнмаут (BOU) и Аеродром Белфаст (стање од априла 2008)
- Скандинејвијан ерлајнс систем (SK) користи Аеродром Арланда (ARN) и Аеродром Копенхаген (CPH).
- Свис интернашонал ер лајнс (LX) користи Аеродром Цирих (ZRH)
- ТАП Португал (TP) користи Аеродром Лисабон (LIS) и Опорто Аеродром Опорто (OPO) .
- ТАРОМ (RO) користи Аеродром Хенри Коанда (OTP) и Аеродром Клуж-Напока (CLJ).
- Теркиш ерлајнс (TK) користи Аеродром Истанбул (IST)
- Финер (AY) користи Аеродром Хелсинки (HEL).
- Флајглобспан (Y2) користи Аеродром Глазгов (GLA) и Аеродром Единбург (EDI)
- ЧСА (OK) користи Аеродром Праг (PRG).

### Океанија
- Верџин блу (DJ) користи Аеродром Бризбејн (BNE), Аеродром Кингсфорд Смит и Аеродром Таламарин.
- Ер Нови Зеланд (NZ) користи Аеродром Окланд (AKL), Аеродром Лос Анђелес (LAX)
- Ер Тахити Нуи (TN) користи Аеродром Папете (PPT).
- Квантас (QF) користи Аеродром Кингсфорд Смит (SYD) и Аеродром Таламарин (MEL).
  - Џетстар ервејз (JQ) користи Аеродром Таламарин (MEL)
- Тајгер ервејз Аустралија (TR) користи Аеродром Таламарин (MEL).

### Северна Америка
- Аеромексико (AM) користи Аеродром Град Мексико (MEX).
- Аласка ерлјанс (AS) користи Аеродром Сијетл-Такома (SEA), Аеродром Анкорађ (ANC), Аеродром Лос Анђелес (LAX) и Аеродром Портланд (PDX).
- Американ ерлајнс (AA) користи Аеродром Далас-Форт Ворт (DFW), Аеродром О'Хара (ORD), Аеродром Ламберт-Сен Луи (STL), Аеродром Мијами (MIA) и Аеродром Сан Уан (SJU).
- Верџин Америка (VX), користи Аеродром Сан Франциско (SFO)
- ВестЏет (WS), користи Аеродром Калгари (YYC) и Аеродром Пирсон (YYZ).
- Делта ер лајнс (DL) користи Аеродром Хартсфијлд-Џетксон (ATL), Аеродром Салт Лејк Сити (SLC), Аеродром Синсинети (CVG), Аеродром Џон Ф. Кенеди (JFK), и Аеродром Лос Анђелес (LAX).
- Ер Канада (AC) користи Аеродром Пирсон (YYZ), Аеродром Ванкувер (YVR), Аеродром Монтреал (YUL), и Аеродром Калгари (YYC)
- Ер Трансат (TS) користи Аеродром Монтреал (YUL), Аеродром Пирсон и Аеродром Ванкувер (YVR).
- Јунајтед ерлајнс (UA) користи Аеродром О'Харат (ORD), Аеродром Сан Франсиско (SFO), Аеродром Вашингтон Далес (IAD), Аеродром Денвер (DEN), и Аеродром Лос Анђелес (LAX).
- Саутвест ерлајнс (WN), користи Аеродром Балтимор/Вашингтон (BWI), Аеродром Чикаго Мидвеј (MDW), Аеродром Далас Лав Фијлд (DAL), Аеродром Лас Вегас (LAS), Аеродром Хјустон (HOU), и Аеродром Феникс (PHX).
- Скајбус ерлајнс (SX), користи Аеродром Порт Коламбус (CMH).
- Спирит ерлајнс (NK), користи Аеродром Детројт (DTW) и Аеродром Форт Лаудердејл-Холивуд (FLL).
- Фронтиер ерлајнс (F9), користи Аеродром Денвер (DEN).
- ЏетБлу ервејз (B6), користи Аеродром Џон Ф Кенеди (JFK) и Аеродром Логан (BOS).

### Јужна Америка
- Авианка (AV) користи Аеродром Ел Дорадо (BOG).
- Аеро Континенте је користила Аеродром Лима (LIM) као хуб.
- Аеролинијас Аргентинас (AR) користи Аеродром Министро Пистарини (EZE) и Аеродром Џорџ Њубери (AEP).
- Аеропостал Алас де Венезуела (VH) користи Аеродром Симон Боливар (CCS).
- Вариг (RG) користи Аеродром Гварулхос (GRU) и Аеродром Галеао - Антонио Карлос Јобим (GIG).
- Гол (G3) користи Аеродром Гварулхос (GRU) и Аеродром Галеао - Антонио Карлос Јобим (GIG).
- Групо Така (TA) користи Аеродром Лима (LIM).
- ЛАН ерлајнс (LA) користи Аеродром Комодоро Артуро Мерино Бенитез. (SCL).
  - Лан Еквадор, користи Аеродром Гвајакил & Аеродром Кито
  - ЛАН Перу, користи Аеродром Лима (LIM).
- Острал линијас аереас (AU) користи Аеродром Џорџ Њубери (AEP).
- Санта Барбара ерлајнс (S3) користи Аеродром Симон Боливар (CCS).
- ТАМ Бразилијан ерлајнс (JJ) користи Аеродром Гварулхос (GRU), Аеродром Конгонхас (CGH) and Аеродром Брасила (BSB).